# Herrarnas 1 500 meter i hastighetsåkning på skridskor vid olympiska vinterspelen 1976
Herrarnas 1 500 meter i skridskor vid de olympiska vinterspelen 1976 avgjordes den 13 februari 1976, på Olympia Eisstadion. Loppet vanns av Jan Egil Storholt från Norge.
30 deltagare från 18 nationer deltog i tävlingen.

## Rekord
Gällande världsrekord och olympiska rekord före Vinter-OS 1976:
| Världsrekord     | Ard Schenk (NED) | 1:58,7  | Davos, Schweiz | 16 januari 1971 |
| Olympiskt rekord | Ard Schenk (NED) | 2:02,96 | Sapporo, Japan | 6 februari 1972 |

Följande nya världsrekord och olympiska rekord sattes under tävlingen:
| Datum       | Idrottare         | Nation        | Tid     | OR | VR |
| ----------- | ----------------- | ------------- | ------- | -- | -- |
| 12 februari | Hans van Helden   | Nederländerna | 2:00,87 | OR |    |
| 12 februari | Jan Egil Storholt | Norge         | 1:59,38 | OR |    |

## Medaljörer
| Gren        | Guld                    | Guld         | Silver                       | Silver  | Brons                         | Brons   |
| 1 500 meter | Jan Egil Storholt Norge | 1.59,38 (OR) | Jurij Kondakov Sovjetunionen | 1.59,97 | Hans van Helden Nederländerna | 2.00,87 |

## Resultat
| Placering | Idrottare           | Nation         | Tid       | Tid bakom | Noteringar |
| --------- | ------------------- | -------------- | --------- | --------- | ---------- |
| 1         | Jan Egil Storholt   | Norge          | 1:59,38   | –         | (OR)       |
| 2         | Jurij Kondakov      | Sovjetunionen  | 1:59,97   | +0,59     |            |
| 3         | Hans van Helden     | Nederländerna  | 2:00,87   | +1,49     |            |
| 4         | Sergej Rjabev       | Sovjetunionen  | 2:02,15   | +2,77     |            |
| 5         | Dan Carroll         | USA            | 2:02,26   | +2,88     |            |
| 6         | Piet Kleine         | Nederländerna  | 2:02,28   | +2,90     |            |
| 7         | Eric Heiden         | USA            | 2:02,40   | +3,02     |            |
| 8         | Colin Coates        | Australien     | 2:03,34   | +3,96     |            |
| 9         | Klaus Wunderlich    | Östtyskland    | 2:03,41   | +4,03     |            |
| 10        | Olavi Köppä         | Finland        | 2:03,69   | +4,31     |            |
| 11        | Kay Stenshjemmet    | Norge          | 2:03,75   | +4,37     |            |
| 12        | Herbert Schwarz     | Västtyskland   | 2:03,76   | +4,38     |            |
| 13        | Sergej Martjuk      | Sovjetunionen  | 2:04,45   | +5,07     |            |
| 14        | Gaétan Boucher      | Kanada         | 2:04,63   | +5,25     |            |
| 15        | Terje Andersen      | Norge          | 2:04,65   | +5,27     |            |
| 16        | Dan Johansson       | Sverige        | 2:04,73   | +5,35     |            |
| 17        | Lennart Carlsson    | Sverige        | 2:04,76   | +5,38     |            |
| 18        | Lee Yeong-ha        | Sydkorea       | 2:05,25   | +5,87     |            |
| 19        | Bruno Tonioli       | Italien        | 2:05,66   | +6,28     |            |
| 20        | Richard Tourne      | Frankrike      | 2:06,43   | +7,05     |            |
| 21        | Masahiko Yamamoto   | Japan          | 2:06,67   | +7,29     |            |
| 22        | Mats Wallberg       | Sverige        | 2:08,72   | +9,34     |            |
| 23        | Mike Woods          | USA            | 2:08,77   | +9,39     |            |
| 24        | Geoff Sandys        | Storbritannien | 2:09,17   | +9,79     |            |
| 25        | Floriano Martello   | Italien        | 2:09,68   | +10,30    |            |
| 26        | Ludwig Kronfuß      | Österrike      | 2:11,17   | +11,79    |            |
| 27        | Franz Krienbühl     | Schweiz        | 2:12,54   | +13,14    |            |
| 28        | Gilbert van Eesbeck | Belgien        | 2:12,74   | +13,36    |            |
| 29        | Berend Schabus      | Österrike      | 2:15,41   | +16,03    |            |
| 30        | Giovanni Panciera   | Italien        | 2:33,52 f | +34,14    |            |